# In Search of the Lost Chord
In Search of the Lost Chord es el tercer álbum de estudio de la banda británica The Moody Blues, publicado el 26 de julio de 1968 a través de Deram Records.

## Antecedentes
In Search of the Lost Chord es un álbum conceptual en torno a un tema amplio de búsqueda y descubrimiento, incluida la exploración del mundo («Dr. Livingstone, I Presume»), música y filosofía a través de los tiempos («House of Four Doors»), amor perdido («The Actor»), desarrollo espiritual («Voices in the Sky»), conocimiento en un mundo cambiante («Ride My See-Saw»), conciencia superior («Legend of a Mind»), imaginación («The Best Way to Travel»), y exploración espacial («Departure»). La exploración espacial se convertiría en el tema del álbum de 1969, To Our Children's Children's Children, inspirado y dedicado a la misión del Apollo 11. El misterioso “acorde perdido” del título se revela como el mantra Om (en la última estrofa del poema de Graeme Edge, «The Word»). De acuerdo al tecladista Mike Pinder, el título fue inspirado por el canción humorística de Jimmy Durante, «I'm the Guy that Found the Lost Chord», que a su vez es una referencia a The Lost Chord por Arthur Sullivan.

## Grabación y producción
Las sesiones para el álbum comenzaron en enero de 1968 con la grabación de «Legend of a Mind» de Ray Thomas. Mientras que la London Festival Orchestra había complementado a la banda en Days of Future Passed, The Moody Blues tocaron todos los instrumentos ellos mismos (aproximadamente 33) en In Search of the Lost Chord. Instrumentos indios tales como el sitar (tocado por el guitarrista Justin Hayward), la Tanpura (tocado por Mike Pinder) y la tabla (tocado por el baterista Graeme Edge) hicieron apariciones en varias canciones (notablemente en «Departure», «Om» y «Visions of Paradise»). También se usaron otros instrumentos inusuales para la banda, particularmente el oboe (tocado por el percusionista Ray Thomas) y el violonchelo (interpretado por el bajista John Lodge). El Mellotron, tocado por Pinder, produjo muchos adornos de cuerdas y cuernos.

## Lanzamiento y recepción
In Search of the Lost Chord fue publicado el 26 de julio de 1968. Alcanzó la posición #5 en el UK Singles Chart y el #23 en el Billboard 200. La canción «Voices in the Sky» fue publicado como el sencillo principal del álbum el 28 de junio de 1968, junto con «Dr. Livingstone, I Presume» como lado B, alcanzando el puesto #27 en el Reino Unido. El segundo sencillo, «Ride My See-Saw» fue publicado junto con «A Simple Game» el 12 de octubre de 1968, alcanzando el puesto #42 en el Reino Unido y el puesto #61 en los Estados Unidos.
En noviembre de 2018, el álbum fue reeditado como un set de 5 discos en  In Search of the Lost Chord – 50th Anniversary Box Deluxe Edition.

## Legado
En la edición especial Pink Floyd & The Story of Prog Rock de la revista Q y MOJO, el álbum fue colocado en el puesto #37 de la lista de los “40 Cosmic Rock Albums”.

## Lista de canciones
Créditos adaptados desde las notas del álbum.

| Lado uno |                                |              |          |  |
| N.º      | Título                         | Escritor(es) | Duración |  |
| 1.       | «Departure»                    | Graeme Edge  | 0:45     |  |
| 2.       | «Ride My See-Saw»              | John Lodge   | 3:39     |  |
| 3.       | «Dr. Livingstone, I Presume»   | Ray Thomas   | 2:58     |  |
| 4.       | «House of Four Doors (Part 1)» | Lodge        | 4:13     |  |
| 5.       | «Legend of a Mind»             | Thomas       | 6:36     |  |
| 6.       | «House of Four Doors (Part 2)» | Lodge        | 1:47     |  |

| Lado dos |                          |                 |          |  |
| N.º      | Título                   | Escritor(es)    | Duración |  |
| 1.       | «Voices in the Sky»      | Justin Hayward  | 3:28     |  |
| 2.       | «The Best Way to Travel» | Mike Pinder     | 3:14     |  |
| 3.       | «Visions of Paradise»    | Hayward, Thomas | 4:15     |  |
| 4.       | «The Actor»              | Hayward         | 4:39     |  |
| 5.       | «The Word»               | Edge            | 0:49     |  |
| 6.       | «Om»                     | Pinder          | 5:50     |  |

- Los lados uno y dos fueron combinados como pista 1–12 en la reedición de CD.

| Bonus tracks (2008 Deram Records reissue) |                                                       |          |  |
| N.º                                       | Título                                                | Duración |  |
| 13.                                       | «A Simple Game» (Justin Hayward vocal mix)            | 3:32     |  |
| 14.                                       | «The Best Way to Travel» (Additional vocal mix)       | 3:56     |  |
| 15.                                       | «Visions of Paradise» (Versión instrumental)          | 4:30     |  |
| 16.                                       | «What Am I Doing Here?» (Original version)            | 3:54     |  |
| 17.                                       | «The Word» (Mellotron mix)                            | 1:02     |  |
| 18.                                       | «Om» (Extended version)                               | 6:07     |  |
| 19.                                       | «Dr. Livingstone, I Presume» (Top Gear, 1968)         | 2:57     |  |
| 20.                                       | «Thinking is the Best Way to Travel» (Top Gear, 1968) | 3:39     |  |
| 21.                                       | «A Simple Game» (B-side version)                      | 3:41     |  |

## Créditos
Créditos adaptados desde las notas del álbum.
The Moody Blues
- Justin Hayward – voz principal y coros (2, 7, 9, 10), guitarras, sitar, clavecín, piano, bajo eléctrico, percusión, Mellotron
- John Lodge – voz principal y coros (2, 4, 6), bajo eléctrico, guitarra acústica, pandereta, violonchelo, caja
- Ray Thomas – voz principal y coros (2, 3, 5, 12), pandereta, flauta travesera y alta, oboe, saxofón soprano, trompa
- Graeme Edge – voz principal y coros (1), batería, timbal, pandereta, piano, percusión, tabla
- Mike Pinder – voz principal y coros (2, 8, 11, 12), Mellotron, clavecín, guitarra acústica, bajo eléctrico, violonchelo, autoarpa

Personal técnico
- Tony Clarke – productor
- Derek Varnals – ingeniero de grabación
- Adrian Martins – ingeniero de audio

Diseño
- Phil Travers – diseño de portada[2]

## Posicionamiento
| Gráficas (1968)                | Pico de posición |
| ------------------------------ | ---------------- |
| Alemania (GfK Entertainment)   | 30               |
| Canadá (RPM Top Albums)        | 37               |
| Reino Unido (UK Albums Chart)  | 5                |
| Estados Unidos (Billboard 200) | 23               |